# Hipólito Yrigoyen (Santa Cruz)
Hipólito Yrigoyen is een plaats in het Argentijnse bestuurlijke gebied Río Chico in de provincie  Santa Cruz. De plaats telt 171 inwoners.